# Légende (Wieniawski)
Pour les articles homonymes, voir Légende (homonymie).
Légende, op. 17, est une pièce pour violon solo avec accompagnement d'orchestre écrite par le violoniste virtuose polonais Henryk Wieniawski. Elle est également souvent jouée dans une réduction pour piano. La date de la composition n'est pas connue, mais est estimée être en 1860. La partition est dédiée à Isabella Hampton.
Légende de Wieniawski a joué un rôle essentiel dans sa vie en l'aidant à assurer son engagement envers Isabella Hampton. Initialement, les parents d'Isabella n'approuvaient pas l'union de leur fille avec Wieniawski, mais après avoir entendu la pièce, ils ont été tellement impressionnés qu'ils ont offert leur bénédiction au jeune couple qui s'est marié en 1860.

## Structure
La pièce peut être divisée en trois sections principales, suivant un schéma libre ABA. Légende op. 17 est en sol mineur, mais la partie centrale est en mode majeur. Elle est écrite à 3/4. Le ton est donné dès le départ avec un douce mélodie aux cors, accompagnée de pizzicatos délicats dans les sections de cordes. Après une brève introduction orchestrale, la partie de violon solo apparaît, avec une ligne mélodique douce et simple. Comme la pièce progresse, Wieniawski intensifie la musique en faisant passer les cordes de l'orchestre du pizzicato à arco (archet) et en ajoutant des embellissements et se tourne vers la partie de violon solo. Wieniawski intensifie encore la partie de violon solo par l'utilisation de doubles cordes. Dans la première section, le thème principal se répète, avec la même musique orchestrale du début de la pièce servant d'intermède en forme de retour à la réexposition du thème du violon. Dans la réexposition du thème, la texture orchestrale est légèrement modifiée, avec beaucoup plus d'utilisation du pizzicato des cordes. À la fin de la première section, la partie de violon imite la mélodie d'ouverture de la section des cuivres.
Une cadence importante arrive à la tonique de sol, et la deuxième partie commence, cette fois dans le mode majeur. L'ambiance générale de la pièce change ici, la mesure devient à deux temps et le rythme augmente. L'orchestre joue un motif de marche en dessous de la partie de violon solo, écrite en doubles cordes et accords. L'ambiance ludique est encore renforcée par l'usage de glissandi violonistiques. Tout au long de cette section, Wieniawski inclut de brefs passages dans le mode mineur pour préfigurer le retour éventuel à cette tonalité dans la dernière section. Les parties d'orchestre et de violon solo entament un long crescendo à mesure que la ligne musicale monte et s'intensifie. Au point culminant, le violon joue une gamme chromatique descendante rapide, et en atteignant la note basse, la musique revient vers le thème mineur d'ouverture, encore une fois à 3/4.
Au début de la troisième section, le cor expose la mélodie. Après un bref interlude orchestral, le thème de violon du début renvient. La partie de violon reprend  la mélodie, puis exécute des passages en gammes et arpèges, le tout dans un decrescendo, finissant doucement sur le sol suraigu (trois octaves au-dessus du do médian).